# Medvedji otok
Medvedji otok (norveško: Bjørnøya) je najjužnejši otok Svalbarda. Otok je v zahodnem delu Barentsovega morja točno na pol poti med Severnim rtom in otokom Spitsberg. Po uradnih podatkih sta otok prva odkrila nizozemska raziskovalca Willem Barents in Jacob van Heemskerk, poimenovala sta ga Medvedji otok, po severnem medvedu ki je plaval pred obalo otoka. Do leta 1920, ko je bil podpisan Spitsberški sporazum, je bil otok nikogaršnja last, nato pa je prišel pod norveško državo. Kljub svoji odmaknjenosti je bil otok svoj čas zelo dobro obiskan, saj so na njem kopali premog v njegovi okolici pa so bila bogata lovišča rib in kitov. Danes je otok bolj ali manj zapuščen, na njem deluje le manjša meteorološka postaja s posadko. Leta 2002 je bil otok razglašen za naravni rezervat. 12. novembra 2010 je bil določen tudi kot Ramsarsko mokrišče.

## Zgodovina
Po nekaterih podatkih naj bi otok poznali že Vikingi. Dokumentirana zgodovina se začne leta 1596, ko je Willem Barents na svoji tretji ekspediciji opazil otok. Ta otok je najprej poimenoval Vogel Eylandt (Ptičji otok). Otok je v letih 1603–1604 podrobneje raziskal Steven Bennet. Od začetka 17. stoletja so otok uporabljali predvsem kot izhodišče za lov na mrože in druge vrste tjulnjev. Tudi jajca morskih ptic so bila pobrana iz velikih ptičjih kolonij do leta 1971. Zaradi velikega števila mrožev in kitov je prišlo do prvih sporov glede lovskih pravic saj so britanske trgovske družbe otok razglasile za britansko last. Ko je ulov upadel je otok postal pozabljen. V 18. stoletju je obstajala ruska naselbina, njene ostanke pa je leta 1899 leta 1899 cesarska Rusija in leta 1947 ponovno Sovjetska zveza uporabila kot podlago za ozemeljske zahteve. Strateška vrednost Medvedjega otoka je bila prepoznana v poznem 19. stoletju, ko sta Carska Rusija in Nemško cesarstvo pokazali svoje interese v Barentsovem morju. Nemški novinar in pustolovec Theodor Lerner je obiskal otok leta 1898 in 1899 in zahteval lastninske pravice. Leta 1899 je nemško ribiško združenje Deutscher Seefischerei-Verein (DSV) začelo raziskovanje kitolova in ribolova v Barentsovem morju. DSV je bil na skrivaj v stiku z nemškim mornariškim poveljstvom in je razmišljal o možnosti zasedbe Medvedjega otoka. Kot odgovor na ta napredek je ruska mornarica poslala zaščiteno križarko Svetlana, da razišče, in Rusi so 21. julija 1899 izobesili svojo zastavo nad otokom. Čeprav je Lerner protestiral proti dejanju, ni prišlo do nasilja in zadeva je bila rešena diplomatsko brez dokončnih trditev o suverenosti nad Medvedjim otokom s strani katere koli države.
Medvedji otok ni bil nikoli obsežno poseljen. Ostanke kitolovske postaje iz začetka 20. stoletja je mogoče videti v Kvalrossbukti ("zaliv mrožev") na jugovzhodu. Od leta 1916 do 1925 so premog kopali v majhnem naselju Tunheim na severovzhodni obali, nato pa so rudarjenje opustili kot nerentabilno. Zaradi mrzle klime so ostanki naselja, vključno z napol porušenim pomolom in parno lokomotivo, relativno dobro ohranjeni.
Leta 1919 je bila postavljena prva radijska postaja, ki se je nato razširila še v meteorološko postajo. Med drugo svetovno vojno je otok postal strateškega pomena saj so južno in severno od njega potekale pomembne poti arktičnih konvojev s katerimi so zahodni zavezniki oskrbovali Rdečo armado. Otok pa je svojo vlogo odigral tudi v t. i. vremenarski vojni saj so Nemci na otoku postavili avtomatsko meteorološko postajo. Med vojno je otok želela zasesti ruska vojska vendar do tega nikoli ni prišlo saj je norveška vlada v izgnanstvu temu ostro nasprotovala.
Leta 2002 je otok skupaj z okoliškimi vodami postal naravni rezervat, ta se je leta 2008 razširil še na vode, oddaljene 22 km od obale otoka. Danes otok naseljuje devet ljudi, vsi so delavci tamkajšnje norveške meteorološke in radijske postaje. Postaja zagotavlja vremenske podatke in radijske zveze, osebje na otoku pa tudi vzdržuje helikoptersko pristajalno ploščad za norveško obalno stražo in norveško vojsko. Vsako leto (večinoma poleti) otok obiščejo različne raziskovalne odprave, ki raziskujejo floro in favno Arktike. Navadnim ljudem je otok skoraj nedostopen, občasno ga obiščejo le osamljene jadrnice, ki so na poti proti Svalbardu in potniške ladje na križarjenju po Arktiki.

## Geografija in podnebje
Medvedji otok leži 235 km južno od Spitsberga in 397 km od Norveške in spada v najbolj zahodni del Barentsovega morja. Gledano iz zraka ima otok obliko trikotnika, njegovo maksimalna dolžina doseže 20 km, širina pa 15,5 km. Skupna površina otoka znaša 178 km2. Južni del otoka je hribovit, najvišji del otoka je 536 m visok hrib Miseryfjellet, temu pa sledijo še vrhovi: Antarcticfjellet, Fuglefjellet, Hambergfjellet in Alfredfjellet. Severni del otoka je bolj ali manj raven, njegovo površino pa prekrivajo plitva jezera s skupno površino 19 km². Na otoku je tudi večje število potokov, ki se izlivajo v jezera in morje. Obala otoka je strma z visokimi klifi, peščene obale so redke.
Zaradi zalivskega toka je otoška klima dosti bolj mila kot pri ostalih zemljepisnih širinah. Kljub temu na otoku še vedno vladajo polarne temperature, vendar z nekoliko višjimi zimskimi temperaturami. Najhladnejši mesec je januar, takrat temperatura v povprečju doseže -8,1 °C. Najtoplejša meseca pa sta julij in avgust, v tistem obdobju temperatura v povprečju doseže 4,4 °C. Temperature se skozi posamezne letne čase zelo spreminjajo, zato se zna zgoditi da poleti ta doseže tudi 10 °C. Na leto zapade 371 mm dežja. Otok je večino časa zavit v meglo, ta nastane ko topel zrak iz Atlantika pride nad mrzlo vodo okoli otoka. Polarna noč na otoku traja od 8. novembra do 3. februarja, sonce pa nikoli ne zaide med 2. majem in 11. avgustom.

## Rastlinstvo in živalstvo
Rastlinstvo in živalstvo na otoku je zelo pusto. Med rastlinjem prevladujejo mahovi in trava. Največja žival na otoku je polarna lisica. Kljub svojemu imenu severni medvedi na otok zaidejo le redkokdaj. Najpogosteje tja pridejo v zimskem času, ko se led iz Arktike širi proti jugu. Ko se led spomladi umakne na sever se zgodi da medvedi ostanejo na otoku in tam preživijo poletje.
Med vodnimi sesalci prevladujejo tjulnji, ki so glavni plen severnih medvedov. Včasih je otok slovel po nepregledni množici mrožev, danes te živali le še redkokdaj zaidejo na otok. V vodah okoli otoka je polno kitov, ki so bili še nekaj desetletij nazaj tik pred izumrtjem. Otok slovi po izjemni ptičji populaciji. Od vseh vrst, ki otok obiščejo skozi leto, tam stalno prebivata le arktični vrabec in arktična belka. V sladkovodnih jezerih na otoku pa je možno najti tudi jezersko zlatovčico.